# Club de Deportes Puerto Montt
El Club de Deportes Puerto Montt es un equipo profesional de fútbol de Chile, de la ciudad de Puerto Montt, capital de la Región de Los Lagos. Fue fundado el 6 de mayo de 1983 y desde la temporada 2024 participará en la Segunda División Profesional de Chile, tercera categoría del fútbol chileno
El club ejerce de local regularmente en el Estadio Regional de Chinquihue, recinto ubicado en la misma comuna, y que posee una capacidad aproximada de 10 000 espectadores.
Sus clásicos rivales son Provincial Osorno, con el cual disputa el clásico del sur, y Deportes Valdivia. La rivalidad con este último aumentó tras la independencia de Valdivia de la Región de Los Lagos; región de la cual es capital Puerto Montt y a la cual también pertenece Osorno.

## Historia

### Los comienzos
Transcurría el verano de 1983 y el entonces Presidente de la Asociación Central de Fútbol (ACF), Rolando Molina, en el marco de una gira al sur del país, señaló la posibilidad de que Valdivia, Osorno y Puerto Montt ingresaran al fútbol profesional de la entonces Segunda División. La idea tuvo buena acogida en el alcalde de Puerto Montt de la época, don Jorge Brahm Yurasceck y se formó una comisión de trabajo para estudiar la factibilidad del proyecto. Dicha comisión estuvo integrada por Juan Machado ,Orlando Alcalde, Raúl Bade, Johnny Alvarado, Enrique Brahm, Edmundo Johnson Fiedler y José "Pepe" Segura. El jueves 28 de abril de 1983 la Comisión, dando cuenta de los avances de su trabajo, informaba que el presupuesto que se requería para el nacimiento de la institución era de $ 658.000 pesos de la época considerando sueldos de entrenador, jugadores y otros gastos. Todos estos estudios fueron presentados por la Comisión a los representantes de la ACF, señores Hectór Péndola y José Salerno con quienes se reunieron el día 6 de mayo. Dicho día quedó oficializado como fecha de fundación del club.
El 11 de mayo, se convocó a una reunión en el salón municipal, a la cual asistieron el alcalde de Puerto Montt, Jorge Brahm Yuraszeck, dirigentes deportivos de la ciudad , aficionados y público en general. Entre los puntos que se trataron, estaba el nombre del nuevo club. Se propusieron varios, como ser: Cayenel, Deportivo Angelmó, Deportes Reloncaví, Austral Puerto Montt, Regional Puerto Montt y otros, pero ganó por mayoría de votos el nombre de Club de Deportes Puerto Montt, que permanece hasta el día de hoy.
No obstante, el estreno del club debió esperar un par de meses. Un domingo 21 de agosto de 1983, los puertomontinos jugaron su primer compromiso en el fútbol profesional. Ocurrió en el Estadio Collao, en el cual vencieron al local Deportes Concepción por 1-2. Jorge Cordero y Francisco Castillo fueron los goleadores, y desde la banca eran dirigidos por el exseleccionado nacional y su primer técnico, Sergio Navarro. Pero antes de aquel, jugó varios otros en aquella pretemporada de 1983. El primero que jugó en su historia, fue un amistoso el 1 de julio de 1983 en Maullín, ante la Selección amateur de Maullín, a la que ganó por 7 goles a 1. El partido se realizó en Maullín, porque el club estaba haciendo su pretemporada allá, con el Preparador Físico Heriberto Soto, en las hermosas playas de Pangal.
En su primer año en el ascenso, en 1983, tuvo un comienzo espectacular con tres victorias seguidas, que lo encumbraron como líder de la competencia, pero una racha negativa de empates y derrotas, lo ubicaron finalmente en la medianía de la tabla de posiciones. No obstante, la campaña dirigida por el mundialista Sergio Navarro, fue considerada satisfactoria. Este mismo año tuvo también su debut internacional con un partido amistoso el martes 13 de diciembre, jugado en el Estadio Chinquihue, ante la Selección preolímpica de Argentina, el encuentro terminó con un empate a cero. Al año siguiente, de la mano del popular entrenador Hernán Godoy, el equipo estuvo de puntero gran parte del campeonato, pero una impensada derrota como local ante Deportes Concepción, permitió que el conjunto lila sacara cinco puntos de ventaja, lo que por reglamento dejaba sin efecto la liguilla por el título y permitía el ascenso directo de los penquistas. En 1985 comenzó con buenos resultados, pero en el torneo oficial la situación fue distinta y sólo un angustioso triunfo en la penúltima fecha ante Deportes Victoria por 2 -1 como visita, le permitió conservar la categoría.  En esta temporada agregó un hecho relevante a su historial como fue jugar por primera vez de noche y con luz artificial. Fue el sábado 13 de junio, en el Estadio Regional de Concepción, en donde perdió por 2 a 0 ante Arturo Fernández Vial. Al año siguiente, bajo la dirección técnica de Jorge Socías, las angustias del descenso nuevamente apremiaron al equipo hasta la última fecha. Sólo un tenso empate ante Provincial Osorno en el Estadio Parque Schott lo salvaron de caer a tercera división. Con todo, este año y por primera vez, jugó en el extranjero. Ocurrió el miércoles 9 de julio, en la ciudad de Cipolletti, Provincia del Neuquén, Argentina, donde cosechó un empate sin goles ante Independiente de esa localidad.

### Ascenso a Primera División
En el campeonato de la Primera B, una de las mayores alegrías del club, se registró el sábado 16 de noviembre de 1996, cuando tras doblegar por 1-3 a Ñublense en Chillán, se logró el subcampeonato de la Primera B y se ascendió a la Primera División, por primera vez en su historia. Este partido fue el primero en ser televisado en la historia del club, pues fue transmitido por UCV Televisión en su señal de cable para todos sus abonados. En el plantel que logró el ascenso, estaban jugadores como Walter Otta, César Yáñez, Marcelo León, Leonardo Ramírez, Manuel López, Mauricio Tampe y Rodrigo Viligrón. Su mejor campaña en Primera División en ese momento, fue en el año 1998, cuando terminó en el séptimo lugar del torneo de ese año, que fue ganado por Colo-Colo. Esa ubicación en el séptimo lugar del torneo de 1998, hizo que Deportes Puerto Montt estuviese cerca de clasificar a la Liguilla de la Copa Libertadores. En 1999, el club se reforzó con los paraguayos Domingo Arévalo y Justo Javier Meza, quienes fueron artífices de la permanencia del equipo, en la serie de honor.
| Partidos | Partidos | Partidos  | Partidos | Goles   | Goles     | Goles      |
| Total    | Ganados  | Empatados | Perdidos | A favor | En contra | Diferencia |
| -------- | -------- | --------- | -------- | ------- | --------- | ---------- |
| 14       | 8        | 3         | 3        | 24      | 17        | +7         |

### Descenso a Segunda categoría
El año 2001, el equipo desciende a Primera B en compañía de O'Higgins, ya que fue el primer equipo descendido en esa temporada y se despidió con un triunfo ante Deportes Concepción

### El rápido retorno a Primera y su primer título
Logró regresar al año siguiente 2002 a la división de honor, cuando se consagra campeón de la Primera división B chilena, siendo este su primer título, tras vencer como local a Everton por 2 a 0 y derrotar en la fecha siguiente 3-2, como visitante a Unión La Calera.
En 2005, el club fue a la promoción del descenso para salvarse de la Primera B, logro un triunfo que valió la permanencia en la ida ante Provincial Osorno de la promoción de descenso en el estadio Parque Schott.Sin embargo tuvo un infarto partido y cayó por 2-1 ante Osorno en el Estadio Regional de Chinquihue, pero en la tanda de penales ganó Deportes Puerto Montt y permanecerá un año más.
En el 2006, tras ganarle a Rangers de Talca, terminó en el 3.er lugar de la fase regular del Campeonato de Clausura, peleando hasta las últimas fechas el cupo Chile 3, que clasificaba a Copa Libertadores de América. Alcanzó la fase de los Play-Offs, al obtener el liderato del Grupo C (con 33 puntos), pero quedó en cuartos de final, a manos del a la postre Campeón del torneo, Colo-Colo, en la ida lo ganó Colo-Colo por 1-0y en la vuelta goleo 4-0 en el Estadio Regional de Chinquihue, Colo-Colo paso de ronda de la liguilla por el campeonato con el global de 5-0.

### Nuevo descenso a Primera B
En el 2007, en el Torneo de Apertura (que se jugó sin Play-Offs), termina en la 18.º posición luego de una mala campaña. En el Torneo de Clausura, no mejoró mucho su rendimiento y obtuvo el 16.º puesto en el torneo y 18.º en la tabla acumulada (el antepenúltimo lugar), con lo que accedió a la Liguilla de Promoción en un triangular ante Santiago Morning y Deportes Copiapó, en la cual luego de 2 victorias como local y 2 derrotas como visita, se ubica en el 2.º lugar del triangular tras Santiago Morning y desciende a la Primera B, luego de 5 años de estadía en la Primera División.
En el 2008, cumple una buena campaña en la Primera B, basándose en un buen fútbol, que lo tuvo siempre en lugares de privilegio, peleando por el campeonato tanto en el Apertura como en el Clausura, incluso llegando a ser Puntero absoluto, luego de ganarle en el Clausura a Curicó Unido, en el Chinquihue por 2-1. A pesar de esto, no pudo mantener la punta y solo le quedó pelear por el Clausura, pero luego de 2 derrotas seguidas en la antepenúltima y penúltima fecha del torneo, solo consiguió acceder por segundo año consecutivo a la Liguilla de Promoción, por un cupo en la Primera División para la temporada 2009 ante la Unión Española. En el partido de ida jugado en el Estadio Chinquihue, y frente a un marco de aproximadamente 7000 espectadores, Deportes Puerto Montt perdió 1-2. Mientras en la vuelta, en un partido jugado en Santa Laura, y luego de ir ganando por 0 a 3, el equipo hispano empató el encuentro 3-3, por lo cual Deportes Puerto Montt se mantuvo en la Primera B del fútbol chileno y Unión Española se quedó en la Primera división.
En la temporada 2009, el cuadro hizo historia al jugarse por primera vez en la Isla de Chiloé partidos de fútbol profesional. El 5 de julio se enfrentaron a Provincial Osorno, en el Estadio Fiscal de la ciudad de Castro, partido que terminó empatado a cero. Ese año el club cumple una campaña irregular, que lo tuvo en la medianía de la tabla. En tanto por la Copa Chile alcanzó la Quinta Fase, quedando eliminado a manos del campeón vigente, Universidad de Concepción.
En la temporada 2010, durante la Primera fase del Campeonato, realizó una muy buena campaña, saliendo Puntero Exclusivo de la Zona Sur, y además 3° en la Tabla General, solo por Diferencia de Gol, accediendo así a Liguilla de Ascenso, en la cual bajó su Rendimiento, dejando atrás cualquier opción de Ascender. En otro Frente, la Copa Chile Bicentenario, logró una destacable participación, llegando hasta las semifinales, derrotando a rivales como Prat de Punta Arenas (5-0 ambos encuentros), Provincial Osorno (0-0 y 3-7) en la Primera Fase. Ya en la Fase Final, en Octavos derrota a la Universidad Católica en un gran partido por 4-2, para luego en cuartos vencer también a la Unión Española por 2-1. Termina su participación cuando es derrotado por el que posteriormente sería el campeón, Municipal Iquique por 3-2.

### Descenso a la tercera categoría del fútbol Chileno
El año 2012, y tras realizar una mala campaña, finalizó en el último lugar de la tabla acumulada de la Primera B, bajando a la Segunda División Profesional. Su descenso se consumó con un empate 0-0 frente a Magallanes en el Estadio Santiago Bueras, mientras que al mismo tiempo Curicó Unido, su rival directo, le ganó como local a San Luis de Quillota.
| Partidos | Partidos | Partidos  | Partidos | Partidos | Goles   | Goles     | Goles      |
| Total    | Ganados  | Empatados | Perdidos | Puntos   | A favor | En contra | Diferencia |
| -------- | -------- | --------- | -------- | -------- | ------- | --------- | ---------- |
| 32       | 21       | 6         | 5        | 69       | 55      | 30        | +25        |

El 23 de febrero de 2013 hizo su debut en la Segunda División Profesional, tercera categoría del fútbol chileno en Los Ángeles, donde cayó 1-0 ante el local Iberia. Finalizó sexto en la tabla con 30 puntos en 22 partidos jugados manteniendo la categoría.
La temporada 2013-14 fue una de las mejores campañas del club en la historia. Peleó palmo a palmo el campeonato con Iberia, que lo venció en la penúltima fecha en Puerto Montt quitándole la opción de ascenso directo a una fecha del término. Finalmente, cayó ante San Antonio Unido en San Antonio, finalizando tercero en la tabla con 46 puntos, a solo dos del campeón, Iberia.

### Campeones y ascenso a Primera B
En la temporada 2014-15, logra salir campeón de la Segunda División Profesional, tras golear a San Antonio Unido por 4-0 en el Chinquihue, quitándole el primer lugar a los del puerto central, logrando así su ascenso a la Primera B, tras su descenso en el año 2012. Los goles fueron sendos dobletes por parte de Pablo Corral (ambos de penal) y Javier Parraguez.

### Liguilla de la Segunda rueda rueda 2015-2016
En el 2016, Deportes Puerto Montt jugando nuevamente en Primera B, clasificó a la liguilla por el segundo cupo de ascenso, gracias a que terminó 4.º en la tabla de posiciones de la 2.ª rueda. Primero clasificó a la semifinal de la postemporada de la rueda, donde derrotó en la ida por 1-0 de visita a Rangers de Talca, con un gol de Jefferson Castillo y en la revancha, venció por el mismo marcador, con gol de rebote de José Martínez. En la final de la liguilla de la 2.ª rueda, jugó la ida en Los Ángeles frente a Iberia perdiendo por 1-0 con solitario gol del delantero Diego Ruiz; Sin embargo, los delfines dieron vuelta el marcador en Puerto Montt, logrando un cómodo 4 a 0 con goles de Marcelo Aguilar a los 41', Juan Pablo Abarzúa a los 65' Jorge Romo Salinas a los 75' y Bibencio servin a los 90 y pasando entonces a la final del segundo cupo del Ascenso Chileno, donde se enfrentó a Everton de Viña del Mar (que fue el ganador de la Liguilla de la primera rueda).

### Final por el segundo cupo del ascenso 2015-2016
El 18 de mayo de 2016, se jugó la ida de la gran final, donde los delfines terminarían perdiendo por 3-1, con una polémica expulsión en contra, en el Sausalito de Viña Del Mar, con gol de palomita del paraguayo Bibencio Servín, para los salmoneros y de Pedro Sánchez, Gabriel Díaz y Rafael Viotti, para los viñamarinos; fue un duró golpe para el club puertomontino, pero la fe seguía intacta en que en el reducto del Chinquihue, se pudieran hacer fuertes. El 22 de mayo del 2016, un día muy esperado por los hinchas puertomontinos se jugó la vuelta de la llave, ante un estadio repleto, un muy buen ambiente y la vuelta del bombo a Los del Sur. A las 13 horas, se jugó el compromiso de un dudoso arbitraje, por parte del señor Eduardo Gamboa, Puerto Montt ganando por una diferencia de 2 goles, iba a penales de ahí en más, subía directamente. El primer tiempo fue lento donde ninguno tuvo opciones concretas de gol excepto por un remate de los delfines que fue despejado cómodamente; El segundo tiempo estuvo parejo con buenas oportunidades para ambos, las mejores fueron un remate de volea de Joaquín Díaz, donde los defensores ruleteros, sacaron en la línea, de ahí fue más Puerto Montt, hasta que en el minuto 81, una mano en el área evertoniana, fue sancionada desde los 12 pasos, donde convirtió Bibencio Servín y las esperanzas aun seguían intactas, solo faltaba un gol, para ir a tiros penales, pero todo lo que hicieron fue en vano, ya que no hubo opciones concretas de gol. El partido terminó 1-0 con mucha decepción, porque significó el ascenso de Everton a la Primera División, luego de 2 años de ausencia, pero a la vez mucha honra ya que era el primer año, que se volvía a la Primera B, donde se había armado el equipo para no descender y llegar a esas instancias, fue un verdadero logro.

### Remontada recibida a Puerto Montt en la liguilla a primera (2022)
En 2022, llegó en la liguilla derrotando de forma agónica a Rangers. Puerto Montt llegó a las semifinales tras ganar a Unión San Felipe en el global 3-1, y enfrento a Club de Deportes Copiapó, en el Chinquihue en donde Puerto Montt goleo 3-0 en casa, cuando en esa llave es quien gana en esa llave enfrentarán al Cobreloa en la final de la liguilla por el cupo a la Primera División 
Sin embargo, Deportes Copiapó dio vuelta la llave y paso a la final de la liguilla, pues Deportes Puerto Montt perdió 4-0, con el global de 4-3. 

## Escudo
El escudo del club posee forma circular, y sus colores predominantes son blanco, verde y azul. Alrededor de él su tipografía expresa en la parte superior «Deportes Puerto Montt» y en la parte inferior del mismo «Chile», ambas en color negro. En el centro del escudo se ve un delfín azulado (representa al club, apodo que se acuñó en la década de los 80); una bandera azul, blanca y verde (emblema representativo de la ciudad de Puerto Montt); y un balón blanco y negro (como elemento que asocia a la ciudad con el fútbol).
Históricamente, tres son los escudos que ha usado el club. El primero data desde la creación del club el 6 de mayo de 1983, en esos tiempos se optó por lo obvio, el escudo cívico solo agregando el nombre del club en los bordes rojos. Allí se mostraban los símbolos más representativos de la ciudad: las cuatro colinas (significado de Melipulli, antiguo nombre de la ciudad), los volcanes, el famoso velero que se podía ver antes en el mercado de Angelmó, y un árbol que señala lo verde de la zona.
La primera gran modificación fue el año 2003. Con la crecida del mercado de la acuicultura, permitió que muchas empresas pusieran dinero en la institución. Con eso se produjo un cambio de escudo, donde se puede apreciar un salmón, la bandera con los colores de la ciudad y un balón de fútbol, todo dentro de un círculo blanco con líneas azules.
El tercer cambio, o más bien modificaciones del anterior, fue el 14 de junio de 2016, utilizado a partir de la temporada 2016-17, cambiando detalles que a la postre son identidad pura. Se agregó a la bandera de la ciudad el tradicional velero chilote, y se cambió el cuestionado salmón anaranjado por un delfín o tonina azul.
Hubo otro escudo que se empezó a popularizar a principios de los 90, y que se hizo más conocido con la llegada del club a Primera División en 1997. Si bien es cierto este nunca se consideró oficial y nunca se usó en la camiseta, muchas veces se mostró en las revistas de Don Balón y en las transmisiones televisivas. El escudo representaba la bandera de la ciudad, con el velero de color negro al medio, y con el nombre «Pto. Montt» en la parte superior.

## Mascota
Hoy en la actualidad no existe una mascota oficial del club, pero si una figura icónica que es el «Chancho Lorenzo»  ubicado el estadio Chinquihue. Desde 1991, es una estatua que no ha estado alejada de las polémicas, ya que durante la última remodelación del recinto deportivo, había sido retirada y por presiones ciudadanas, fue reingresado al estadio en 2024.
También en algún momento hubo una persona que se personificaba en un traje de disfraz del popular e icónico Chancho Lorenzo, en conjunto con Salmonix una extinta mascota personificada del sureño club. A partir del año 2023, específicamente desde el día 8 de julio  en el partido del Puerto Montt vs Universidad de Concepción, se presentó en el Estadio Chinquihue, la nueva mascota (Corpóreo) llamada "Chinquihuin", el cual es un delfín, cuyo nombre fue elegido por los hinchas del club a través de  concurso.

## Uniforme
- Uniforme titular: Camiseta blanca, pantalón verde y medias blancas.
- Uniforme alternativo: Camiseta negra, pantalón negro y medias negras.

### Uniforme titular
| 1983 | 2003 | 2008 | 2010 | 2011 | 2012 | 2012 | 2013 | 2013-14 |

| 2014-15 | 2015 | 2015-16 | 2016 | 2017-18 | 2019-20 | 2020-21 | 2021 | 2022 |

### Uniforme alternativo
| 2006 | 2010 | 2011 | 2012 | 2013-14 | 2014-15 | 2015-16 | 2016 | 2017-18 |

| 2019-20 | 2020-21 | 2021 | 2022 |

### Tercer uniforme
| 2010 | 2019 | 2019 |

### Equipamiento
| Período   | Proveedor             |
| --------- | --------------------- |
| 1983-1985 | Adidas                |
| 1991      | Topper                |
| 1992-1995 | Clubsport             |
| 1996      | Topper                |
| 1997-2000 | Clubsport             |
| 2001-2002 | Uhlsport              |
| 2003      | Reebok                |
| 2004-2008 | Training Professional |
| 2009-2010 | Mitre                 |
| 2011      | Training Professional |
| 2012      | Clubsport             |
| 2012-2015 | Evensport             |
| 2015-2016 | OneFit                |
| 2017-2024 | KS7                   |
| 2025-     | Claus-7               |

| Período   | Auspiciador         |
| --------- | ------------------- |
| 1983      | Cruz del Sur        |
| 1984      | Cecinas Schulz      |
| 1985      | Industrias Fourcade |
| 1986-1987 | SM España           |
| 1988-1989 | SM Mundial          |
| 1989      | Travicargo          |
| 1991      | South Pacific       |
| 1992      | Casa Brahm          |
| 1994      | SM Mundial          |
| 1995      | Ripley              |
| 1996      | Cecinas Llanquihue  |
| 1997-2002 | Cristal             |
| 2003-2006 | Marine Harvest      |
| 2007-2008 | Salmón Chile        |
| 2009-2018 | PF                  |
| 2019-2021 | Sølvtrans           |
| 2022-2023 | PF                  |
| 2024-     | Andes Salud         |

## Estadio

Foto panorámica del Estadio Regional de Chinquihue.

El Club de Deportes Puerto Montt ejerce de local en el Estadio Regional de Chinquihue, recinto que fue inaugurado en 1982 con ocasión del campeonato nacional amateur de ese año en la ciudad y donde Puerto Montt se tituló Campeón nacional. El estadio es propiedad de la Ilustre Municipalidad de Puerto Montt y que posee actualmente una capacidad aproximada de 10 000 espectadores.
Este recinto se vio afecto a un proceso de remodelación en donde se invirtieron más de 9000 millones de pesos en total, quedando el "nuevo Chinquihue" habilitado bajo las normativas de la FIFA, con una tribuna techada para la capacidad del estadio, además una remodelación total de las butacas y del acceso principal del recinto, también se pudo reacondicionar el sector de camarines, las instalaciones dedicadas a la prensa. Todo esto sin perder la vista hacia el Canal de Tenglo. La remodelación no obstante sólo se desarrolló en la etapa primaria del proyecto global ya que con el terremoto sucedido en Chile a comienzos de 2010 el gobierno pospuso el término de la segunda parte del estadio, la cual se culminó durante los primeros días de abril de 2013, dejando un aforo total de 10 000 espectadores, para de esta forma poder ser considerada como una de las sub-sedes de la Copa Mundial de Fútbol Sub-17 de 2015, a desarrollarse en Chile.

## Datos del club
- Temporadas en 1.ª: 10 (1997-2001; 2003-2007)
- Temporadas en 1.ªB: 29 (1983-1996; 2002; 2008-2012; 2015/16-2023)
- Temporadas en 2.ª: 5 (2013-2014/15; 2024-)
- Mayores goleadas conseguidas:
  - Primera División: 6-1 a Santiago Wanderers en 1998,
  - Primera B: 7-1 a Colchagua en 1988, 6-0 a Regional Atacama en 1991 y 6-0 a San Luis de Quillota en 2008
  - Segunda División: 5-0 a Unión Española B en 2013-14
  - Copa Chile: 7-0 a Alas Portuarias en 2024.
- Mayores goleadas recibidas:
  - Primera División: 1-6 de Audax Italiano en 1999, 0-5 de Universidad Católica y 1-6 de Cobreloa en 2000, 1-6 de Universidad de Chile y 0-5 de Santiago Wanderers en 2004.
  - Primera División B: 0-6 de Rangers de Talca en 1993.
  - Segunda División: 0-4 de Deportes Melipilla en 2014-15.
  - Copa Chile: 0-8 de Huachipato en 2011
- Mejor puesto en Primera División: Cuartofinalista en los Playoffs en Torneo Apertura 2003 y Torneo Clausura 2006
- Mejor ubicación en Copa Chile: Semifinalista (2010)
- Máximo de presencias: Nelson Villarroel (508 partidos)
- Máximo de presencias en Primera División: Héctor Águila y Leandro Delgado Plenkovich (144 partidos)
- Máximo goleador: Bernardo Barría (85 goles)[22]
- Máximo goleador en Primera División: Juan Quiroga (28 goles)
- Máximo goleador en una temporada (Primera División): Domingo Arévalo (25 goles)
- Máximo goleador extranjero: Ignacio Lemmo (27 goles)

## Jugadores

### Plantilla 2025
- Por disposición de la ANFP, los equipos chilenos en la Segunda División Profesional están limitados a tener en su plantel un máximo de tres futbolistas extranjeros, excluidos aquellos registrados en el Fútbol Formativo.
- Por disposición de la ANFP el plantel debe utilizar al menos 1638 minutos a juveniles chilenos (nac. 1 de enero de 2003).
- Por disposición de la ANFP el número de las camisetas no puede sobrepasar al número de jugadores inscritos.

### Altas 2025
| Jugador           | Posición      | Procedencia               | Tipo            |
| ----------------- | ------------- | ------------------------- | --------------- |
| Kevin Catalán     | Portero       | Provincial Osorno         | Libre           |
| Martín Ormeño     | Defensa       | Provincial Ovalle         | Libre           |
| Carlos Rodríguez  | Defensa       | Lautaro                   | Libre           |
| Miguel Toledo     | Defensa       | Colo-Colo                 | Préstamo        |
| Francisco Calisto | Defensa       | Deportes Copiapó          | Fin de préstamo |
| Kevin Flores      | Mediocampista | Deportes Concepción       | Libre           |
| Gabriel Castillo  | Mediocampista | General Velásquez         | Libre           |
| Mauricio Arias    | Mediocampista | San Marcos                | Préstamo        |
| Giovanni Bustos   | Delantero     | Lautaro                   | Libre           |
| Sebastián Torres  | Delantero     | Deportes Valdivia         | Libre           |
| Segundo semestre  |               |                           |                 |
| Reiner Castro     | Delantero     | Universidad de Concepción | Libre           |
| Salvador Negrete  | Delantero     | Universidad de Chile      | Préstamo        |

### Bajas 2025
| Jugador           | Posición      | Destino                  | Tipo            |
| ----------------- | ------------- | ------------------------ | --------------- |
| Christian Fuentes | Portero       | Unión San Felipe         | Fin de contrato |
| Benjamín Tapia    | Portero       | San Marcos               | Fin de préstamo |
| Josué González    | Defensa       | Colchagua                | Libre           |
| Abel Hidalgo      | Defensa       | Bandera de ?             | Libre           |
| Jorge Catejo      | Defensa       | Fernández Vial           | Libre           |
| Carín Najul       | Mediocampista | General Velásquez        | Libre           |
| Brayan Troncoso   | Mediocampista | Deportes Temuco          | Fin de contrato |
| Leonardo Povea    | Mediocampista | Deportes Valdivia        | Libre           |
| Nicolás Zedán     | Delantero     | Al-Malaab Al-Libby       | Libre           |
| Exequiel Márquez  | Delantero     | Atlético de Rafaela      | Libre           |
| Jairo Vásquez     | Delantero     | Complejo Deportivo Posse | Libre           |
| Matías Aguilar    | Delantero     | Imperial Unido           | Libre           |
| Ian Aliaga        | Delantero     | Curicó Unido             | Fin de préstamo |

## Entrenadores

### Cronología
- Sergio Navarro (1983-1984)
- Hernán Godoy (1984)
- Héctor Barría (1985)
- Alicel Belmar (1985-1986)
- Jorge Socías (1986)
- Manuel Rubilar (1987)
- Sergio Mansilla (1987)
- Manuel Rubilar (1988)
- Arturo Quiroz (1988-1989)
- Oscar Zambrano (1990-1991)
- Francisco Valdés (1991)
- Alfonso Sepúlveda (1992)
- Francisco Valdés (1993)
- José González (1993)
- Ramón Climent (1993)
- José González (1994)
- Manuel Rubilar (1994)
- Víctor Manuel González (1995)
- Alfonso Sepúlveda (1995-1997)
- Jorge Garcés (1997)
- Alicio Solalinde (1998-1999)
- Vladimir Bigorra (2000-2001)
- Fernando Díaz (2001)
- Sergio Nichiporuk (2001-2002)
- Gino Valentini (2003-2004)
- Fernando Cavalleri (2005-2007)
- Jorge Luis Siviero (2007)
- Jaime Vera (2008-2010)
- Jorge Contreras (2011)
- Alejandro Hisis (2011-2012)
- Gino Valentini (2012)
- Nelson Mores (2013)
- Gino Valentini (2013)
- Gerardo Silva (2013-2014)
- Erwin Durán (2014-2017)
- Óscar Correa (2017)
- Luis Landeros (2018)
- Fernando Vergara (2018-2019)
- Jorge Aravena (2020-2021)
- Felipe Cornejo (2021)
- Erwin Durán (2022-2023)
- Felipe Cornejo (2023)
- Jaime Vera (2024-)

## Presidentes

### Cronología de presidentes
- Jorge Brahm (1983)
- Federico Oelckers (1983-1985)
- Sergio Elgueta (1985-1987)
- Enrique Brahm Menge (1987-1988)
- Hugo Niklitschek (1990-2003)
- Rabindranath Quinteros (2004-2007)
- Patricio Corominas (2008-2013)
- Juan Jorquera (2013-2014)
- Jessica Uribe (2014-2016)
- Julio Aguilar (2016-2017)
- Germán Mayorga (2017-2018)
- Julio Aguilar (2018)
- German Mayorga (2018-2023)
- Héctor Gaete (2023-)

## Palmarés

### Torneos nacionales
- Primera B de Chile (1): 2002
- Segunda División Profesional de Chile (1): 2014-15
- Subcampeón de la Primera B de Chile (1): 1996
- Subcampeón del Campeonato de Apertura de la Segunda División de Chile (1): 1990